# ザナドゥ (曲)
「ザナドゥ」(Xanadu)は、オリビア・ニュートン＝ジョンとエレクトリック・ライト・オーケストラによる楽曲。同名映画のサウンドトラックの為に制作された。シングルはELOにとっては初となる全英シングルチャート首位を獲得した。

## 収録曲
7" シングル
1. ザナドゥ
2. 気の合うふたり（オリビアとジーン・ケリーのデュエット）

## メディアにおける使用
2007年にはキャメロン・ディアス出演のソフトバンクのCMソングに使用された。

## カバー
- レジーン・ヴェラスケス - 2006年、カバーアルバム『カバーズ Vol.2』に収録。
- ダニー・ミノーグ - 2007年、アルバム『クラブ・ディスコ』に収録。
- サラ・ブラスコ - 2009年、アルバム『アズ・デイ・フォローズ・ナイツ』に収録、ライヴ・バージョン。